# Halles de Saint-Jean-d'Angle
Les halles à Saint-Jean-d'Angle, une commune du département de la Charente-Maritime dans la région Nouvelle-Aquitaine en France, sont des halles datant du XVIIe siècle. Le marché couvert fait l'objet d'une inscription au titre des monuments historiques depuis le 26 mai 2011.